# Jovem Turquia
Jovem Turquia foi um grupo de oficiais do Exército Português liderados por Álvaro de Castro e afectos ao Partido Democrático. Este grupo organizou-se em torno da loja maçónica Jovem Turquia, da qual adoptou o nome. Os jovens turcos, como eram conhecidos, tiveram um papel relevante nos acontecimentos revolucionários de 1915 e na cadeia de eventos que levou Portugal a declarar guerra à Alemanha e a entrar na Primeira Guerra Mundial.